# Eriocaulon altogibbosum
Eriocaulon altogibbosum är en gräsväxtart som beskrevs av Wilhelm Willy Otto Eugen Ruhland och Pilg.. Eriocaulon altogibbosum ingår i släktet Eriocaulon och familjen Eriocaulaceae. Inga underarter finns listade i Catalogue of Life.